# إريكا سيمون
إريكا سيمون (بالألمانية: Erika Simon )‏ (و. 1927 – 2019 م) هي أستاذة جامعية ألمانية، كانت عضوةً في أكاديمية هايدلبرغ للعلوم والعلوم الإنسانية (منذ 1978)، والمعهد الألماني للآثار، والجمعية الأمريكية للفلسفة، توفيت في فورتسبورغ، عن عمر يناهز 92 عاماً.

## التعليم
تعلمت في جامعة هايدلبرغ.

## جوائز
حصلت على جوائز منها:
- دكتوراه فخرية (2006)
- جائزة إيرنست هلموت فيتز  [لغات أخرى]‏ (1983)
- منحة الأسفار الدراسية لمؤسسة علم الآثار الألمانية  [لغات أخرى]‏
- وسام الاستحقاق البافاري
- وسام استحقاق جمهورية ألمانيا الاتحادية
- جائزة العلم والأدب  [لغات أخرى]‏
- دكتوراه فخرية.